# Adolf av Holstein-Gottorp
Adolf av Holstein-Gottorp, född 25 januari 1526, död 1 oktober 1586, var hertig av Holstein-Gottorp.

## Biografi
Adolf av Holstein-Gottorp var yngre son till kung Fredrik I av Danmark och Sofia av Pommern samt stamfader för Holstein-Gottorpska ätten.
När Adolfs halvbror Kristian III av Danmark, som sedan faderns död ensam förde regeringen över hertigdömena, 1544 gjorde skifte på lantdagen i Rendsborg mellan sig och sina bröder, erhöll Adolf Gottorps slott med södra delen av Sønderjylland; efter brodern Fredriks död satte han sig i besittning av dennes område, Slesvigs biskopsdöme, och vid brodern Hans död 1580 ökades hans besittningar med bl.a. Tønder amt och en sjättedel av Ditmarsken. Adolf var en duglig men sträng regent. Han deltog med iver i striderna mot protestantismen i Tyska riket men höll i sina egna länder på den lutherska läran. Gentemot Danmark uppträdde han alltid lojalt, genom förlikningen i Odense 1579 mottog han Sønderjylland och Femern som danska län.

## Familj
Adolf av Holstein-Gottorp var gift med Kristina av Hessen.
De fick barnen:
1. Fredrik II av Holstein-Gottorp, född 1568, död 1587.
2. Sofie av Holstein-Gottorp, född 1569, död 1634, gift med hertig Johan V av Mecklenburg.
3. Philip av Holstein-Gottorp, född 1570, död 1590.
4. Kristina av Holstein-Gottorp, född 1573, död 1625, gift med Karl IX av Sverige.
5. Johan Adolf av Holstein-Gottorp, född 1575, död 1616.
6. Anna av Holstein-Gottorp, född 1575, död 1610, gift med Enno III av Ostfriesland.
7. Agnes av Holstein-Gottorp, född 20 december 1578, död 13 april 1627, ogift (gravsatt i Riddarholmskyrkan)